# Тростянецкий сельский совет (Бережанский район)
Тростянецкий сельский совет (укр. Тростянецька сільська рада) — входит в состав
Бережанского района
Тернопольской области
Украины.
Административный центр сельского совета находится в 
с. Тростянец.

## Населённые пункты совета
- с. Тростянец